# Reuben Cotter

a Compétitions nationales et continentales officielles uniquement.

b Matchs officiels uniquement.
Reuben Cotter, né le 28 décembre 1998 à Mackay, est un joueur australien de rugby à XIII évoluant au poste de troisième ligne, de pilier ou de talonneur  dans les années 2010 et 2020.
Grand espoir du rugby à XIII, il intègre les sections juniors des North Queensland Cowboys puis dispute avec ces derniers la National Rugby League à partir de 2019. Placé les premières années en première ligne au poste de pilier ou de talonneur, il glisse ensuite au poste de troisième ligne de manière pérenne. Titulaire régulier des North Queensland Cowboys, il y dispute près de 90 matchs sous ces couleurs avec pour meilleur résultat une finale préliminaire jouée en 2022 perdue contre les Parramatta Eels 24-20.
En sélection australienne, il y est convoqué depuis 2022 avec laquelle il remporte la Coupe du monde 2022, et compte à ce jour huit sélections. En sélection représentative, il est régulièrement appelé au State of Origin depuis 2022 avec la sélection du Queensland, il remporte à deux reprises la série en 2022 et 2023, la seconde en y étant nommé meilleur joueur de la série.

## Palmarès
- Collectif : 
  - Vainqueur  de la Coupe du monde : 2022 (Australie).
  - Vainqueur du State of Origin : 2022 et 2023 (Queensland).

- Individuel : 
  - Élu meilleur joueur du State of Origin : 2023 (Queensland).

### Détails en club
| Saison | Saison           | Championnat | Championnat  | Championnat | Championnat | Championnat | Championnat | Championnat | State of Origin | State of Origin | State of Origin | State of Origin | State of Origin | State of Origin | State of Origin | Sélection | Sélection | Sélection | Sélection | Sélection | Sélection | Sélection |
| Saison | Saison           | Comp.       | Class.       | M           | Pts         | Ess.        | Buts        | Dp.         | Ed.             | Rés.            | M               | Pts             | Ess.            | Buts            | Dp.             | Compet.   | M         | Pts       | Ess.      | Buts      | Dp.       |           |
| ------ | ---------------- | ----------- | ------------ | ----------- | ----------- | ----------- | ----------- | ----------- | --------------- | --------------- | --------------- | --------------- | --------------- | --------------- | --------------- | --------- | --------- | --------- | --------- | --------- | --------- | --------- |
| 2019   | North Queensland | NRL         | 14e          | 5           | -           | -           | -           | -           |                 |                 |                 |                 |                 |                 |                 |           |           |           |           |           |           |           |
| 2020   | North Queensland | NRL         | 14e          | 10          | -           | -           | -           | -           |                 |                 |                 |                 |                 |                 |                 |           |           |           |           |           |           |           |
| 2021   | North Queensland | NRL         | 15e          | 6           | -           | -           | -           | -           |                 |                 |                 |                 |                 |                 |                 |           |           |           |           |           |           |           |
| 2022   | North Queensland | NRL         | Finale prél. | 18          | 8           | 2           | -           | -           | 2022            | Vainqueur       | 1               | -               | -               | -               | -               | CM        | 2         | -         | -         | -         | -         |           |
| 2023   | North Queensland | NRL         | 11e          | 20          | 16          | 4           | -           | -           | 2023            | Vainqueur       | 3               | -               | -               | -               | -               |           | 3         | -         | -         | -         | -         |           |
| 2024   | North Queensland | NRL         | 2e tour      | 23          | 16          | 4           | -           | -           | 2024            | Perdant         | 3               | -               | -               | -               | -               |           | 3         | -         | -         | -         | -         |           |
| 2025   | North Queensland | NRL         |              | 5           | -           | -           | -           | -           |                 |                 |                 |                 |                 |                 |                 |           |           |           |           |           |           |           |